# Llengua criolla
Una llengua criolla és un idioma nou resultant del contacte de grups humans sense cap llengua comuna, quan ja hi han sorgit parlants que la tenen com a llengua materna, i passa a funcionar com a la primera llengua de la comunitat. Així doncs, una llengua criolla és una llengua pidgin que ha prosperat prou per tenir parlants nadius. Les llengües criolles s'estudien dins del camp interdisciplinari de la criollística, que es centra en el desenvolupament d'aquest contacte intercultural des d'un punt de vista lingüístic i antropològic.